# プレゼントプレイ
『プレゼントプレイ』は、デジアニメ・コーポレイションが1999年に発売したアダルトゲーム。同社のゲーム業界デビュー作でもある。

## 概要
本作は、主人公である主演男優が主演女優と「華のある演劇」華劇を演じるというゲーム構成となっている。衣装（多数の中から選択）と主演女優（3人の中から選択）を決定すると、それに応じて劇の内容（つまりどのストーリーをプレイするか）が決定される仕組みとなっており、ドレスブラウザシステムと呼ばれている。このようにして決定されるストーリーが、50本以上用意されている。
セーブデータ破損の不具合に伴ってパッチを公開するが、そのパッチを適用することで従来セーブデータに不具合のなかった環境でもセーブデータが破損するという問題が発生したことがあった。また、1つの華劇（30分程度）が終わるまでセーブを行うことができないなど、システム面では難のある部分が見られた。
本作において（本番という意味での）アダルトシーンは省略されている。アダルトシーンに突入すると、アダルトシーンをスキップし、シーン後の展開に移るように演出されている。
エンディングにおいてスタッフロールが表示されない、かなり珍しい作品となっている。

## 登場人物
主人公
演劇という性質上、ストーリーによって性格、話し方などは全く異なる。
麻生 ユウキ
身長：165cm、スリーサイズ：B84-W57-H81
アウトドア派であり、いわゆる「女の子」しているような衣装は好まない傾向がある。
高梨 ヨウコ
身長：160cm、スリーサイズ：B90-W59-H88
落ち着いた印象を与えるキャラクターであり、その逆を行く派手な衣装は好まない傾向がある。
綾小路 ナミ
身長：145cm、スリーサイズ：B79-W55-H80
華族財閥系資産家の一人娘。やや我侭。小柄で、その逆を行く大人っぽい衣装は好まない傾向がある。

## 関連商品
- プレゼントプレイ華劇回顧録（CG、オープニングムービー、設定原画集などを収録） - ISBN 978-4839902636
- プレゼントプレイ（小説版） - ISBN 978-4847033391
- プレゼントプレイ ステージ・プロパティーズ ～さくら街はおもちゃ箱～（ファンディスク）